# THE IDOLM@STER CINDERELLA GIRLS STARLIGHT MASTER PLATINUM NUMBER
『THE IDOLM@STER CINDERELLA GIRLS STARLIGHT MASTER PLATINUM NUMBER』（アイドルマスター シンデレラガールズ スターライトマスター プラチナナンバー）は、2022年12月28日から日本コロムビアよりリリースされているCDシリーズ。

## 概要
『アイドルマスター シンデレラガールズ スターライトステージ』用に作成された楽曲のロングバージョンを収録したCDシングルシリーズ第5弾。
表題曲のロングバージョンであるM@STER VERSIONと、各歌唱者によるソロリミックスおよびカラオケ、ボーナストラックとしてGAME VERSIONが収録されている。また、ソロ新曲やゲーム内で使用されたカバー曲のフルバージョンが収録される場合もある。表題曲を歌っているユニットには、ゲーム中ではユニット名がついている場合があるが、CDには表記されていない。
このCDが初収録となる曲は太字で、カバー曲は斜体で表記する。

## 01 MOTTO!
2022年12月28日発売。同年8月30日にゲーム内で配信された『スターライトステージ』7周年記念楽曲「MOTTO!」のM@STER VERSIONとソロ・リミックスを収録したシングル。
収録曲
1. MOTTO!（M@STER VERSION）
歌：久川凪（立花日菜）、西園寺琴歌（安齋由香里）、桐生つかさ（河瀬茉希）、白菊ほたる（天野聡美）、村上巴（花井美春）、関裕美（会沢紗弥）、結城晴（小市眞琴）
作詞：烏屋茶房、作曲・編曲：橘亮祐・篠崎あやと
2. MOTTO!（M@STER VERSION）久川凪ソロ・リミックス
歌：久川凪（立花日菜）
3. MOTTO!（M@STER VERSION）西園寺琴歌ソロ・リミックス
歌：西園寺琴歌（安齋由香里）
4. MOTTO!（M@STER VERSION）桐生つかさソロ・リミックス
歌：桐生つかさ（河瀬茉希）
5. MOTTO!（M@STER VERSION）白菊ほたるソロ・リミックス
歌：白菊ほたる（天野聡美）
6. MOTTO!（M@STER VERSION）村上巴ソロ・リミックス
歌：村上巴（花井美春）
7. MOTTO!（M@STER VERSION）関裕美ソロ・リミックス
歌：関裕美（会沢紗弥）
8. MOTTO!（M@STER VERSION）結城晴ソロ・リミックス
歌：結城晴（小市眞琴）
9. MOTTO!（M@STER VERSION）オリジナル・カラオケ
10. MOTTO!（GAME VERSION）
歌：久川凪（立花日菜）、西園寺琴歌（安齋由香里）、桐生つかさ（河瀬茉希）、白菊ほたる（天野聡美）、村上巴（花井美春）、関裕美（会沢紗弥）、結城晴（小市眞琴）

## 02 UNIQU3 VOICES!!!
2023年2月15日発売。2022年9月20日にゲーム内で配信された新曲「UNIQU3 VOICES!!!」のM@STER VERSIONとソロ・リミックス、カバー曲1曲を収録したシングル。ソロ・リミックスは、歌唱者毎に歌詞がアレンジされている。
収録曲
1. UNIQU3 VOICES!!!（M@STER VERSION）
歌：辻野あかり（梅澤めぐ）、砂塚あきら（富田美憂）、夢見りあむ（星希成奏）
作詞：アオワイファイ、作曲：アオワイファイ・Len、編曲：Len
  - ゲーム中のユニット名は「#UNICUS」（ユニクス）

2. 怪物
歌：黒埼ちとせ（佐倉薫）
作詞・作曲：Ayase、カバーアレンジ：石垣遼真
オリジナルアーティスト：YOASOBI
3. UNIQU3 VOICES!!!（M@STER VERSION）オリジナル・カラオケ
4. UNIQU3 VOICES!!!（M@STER VERSION）辻野あかりソロ・リミックス
歌：辻野あかり（梅澤めぐ）
5. UNIQU3 VOICES!!!（M@STER VERSION）砂塚あきらソロ・リミックス
歌：砂塚あきら（富田美憂）
6. UNIQU3 VOICES!!!（M@STER VERSION）夢見りあむソロ・リミックス
歌：夢見りあむ（星希成奏）
7. UNIQU3 VOICES!!!（GAME VERSION）
歌：辻野あかり（梅澤めぐ）、砂塚あきら（富田美憂）、夢見りあむ（星希成奏）

## 03 ダンシング・デッド
2023年7月12日発売。2022年10月19日にゲーム内で配信された新曲「ダンシング・デッド」のM@STER VERSIONとソロ・リミックス、カバー曲1曲を収録したシングル。ソロ・リミックスは歌唱者毎に歌詞がアレンジされている。
収録曲
1. ダンシング・デッド（M@STER VERSION）
歌：及川雫（のぐちゆり）、佐藤心（花守ゆみり）、諸星きらり（松嵜麗）
作詞・作曲・編曲：PandaBoY
  - ゲーム中のユニット名は「Fav+rica」（ファブリカ）

2. 猛烈宇宙交響曲・第七楽章「無限の愛」
歌：双葉杏（五十嵐裕美）、白雪千夜（関口理咲）、安部菜々（三宅麻理恵）
作詞・作曲：前山田健一、カバーアレンジ：石垣遼真
オリジナルアーティスト：ももいろクローバーZ
3. ダンシング・デッド（M@STER VERSION）オリジナル・カラオケ
4. ダンシング・デッド（M@STER VERSION）及川雫ソロ・リミックス
歌：及川雫（のぐちゆり）
5. ダンシング・デッド（M@STER VERSION）佐藤心ソロ・リミックス
歌：佐藤心（花守ゆみり）
6. ダンシング・デッド（M@STER VERSION）諸星きらりソロ・リミックス
歌：諸星きらり（松嵜麗）
7. ダンシング・デッド（GAME VERSION）
歌：及川雫（のぐちゆり）、佐藤心（花守ゆみり）、諸星きらり（松嵜麗）

## 04 Majoram Therapie
2023年7月19日発売。2022年11月28日にゲーム内で配信された、ももいろクローバーZとのコラボ新曲「Majoram Therapie」のフルバージョンとソロ・リミックス、カバー曲1曲を収録したシングル。
収録曲
1. Majoram Therapie
歌：夢見りあむ（星希成奏）、西園寺琴歌（安齋由香里）、大槻唯（山下七海）、北条加蓮（渕上舞）
作詞：只野菜摘、作曲：invisible manners（平山大介・福山整）、編曲：石濱翔（MONACA）
2. 吼えろ
歌：姫川友紀（杜野まこ）、結城晴（小市眞琴）
作詞：ファンキー加藤、作曲：ファンキー加藤・サトシ、カバーアレンジ：錦織孝宏
オリジナルアーティスト：ももいろクローバーZ
3. Majoram Therapie オリジナル・カラオケ
4. Majoram Therapie 夢見りあむソロ・リミックス
歌：夢見りあむ（星希成奏）
5. Majoram Therapie 西園寺琴歌ソロ・リミックス
歌：西園寺琴歌（安齋由香里）
6. Majoram Therapie 大槻唯ソロ・リミックス
歌：大槻唯（山下七海）
7. Majoram Therapie 北条加蓮ソロ・リミックス
歌：北条加蓮（渕上舞）
8. Majoram Therapie（GAME VERSION）
歌：夢見りあむ（星希成奏）、西園寺琴歌（安齋由香里）、大槻唯（山下七海）、北条加蓮（渕上舞）

## 05 ハートボイルドウォーズ
2023年8月2日発売。同年1月20日にゲーム内で配信された新曲「ハートボイルドウォーズ」のM@STER VERSIONとソロ・リミックス、カバー曲2曲を収録したシングル。
収録曲
1. ハートボイルドウォーズ（M@STER VERSION）
歌：大和亜季（村中知）、村上巴（花井美春）、片桐早苗（和氣あず未）
作詞：磯谷佳江、作曲・編曲：渡部チェル
  - ゲーム中のユニット名は「ガンズパーティ」

2. POPPY PAPPY DAY
歌：諸星きらり（松嵜麗）、双葉杏（五十嵐裕美）
作詞・作曲：吟（BUSTED ROSE）、カバーアレンジ：滝川龍聖
オリジナルアーティスト：ポプ子、ピピ美
3. ハッピー・ジャムジャム
歌：市原仁奈（久野美咲）、赤城みりあ（黒沢ともよ）
作詞：横山武、作曲：樫原伸彦、カバーアレンジ：滝川龍聖
オリジナルアーティスト：M.S.J
4. ハートボイルドウォーズ（M@STER VERSION）オリジナル・カラオケ
5. ハートボイルドウォーズ（M@STER VERSION）大和亜季ソロ・リミックス
歌：大和亜季（村中知）
6. ハートボイルドウォーズ（M@STER VERSION）村上巴ソロ・リミックス
歌：村上巴（花井美春）
7. ハートボイルドウォーズ（M@STER VERSION）片桐早苗ソロ・リミックス
歌：片桐早苗（和氣あず未）
8. ハートボイルドウォーズ（GAME VERSION）
歌：大和亜季（村中知）、村上巴（花井美春）、片桐早苗（和氣あず未）

## 06 Isosceles
2023年8月23日発売。同年1月30日にゲーム内で配信された新曲「Isosceles」のM@STER VERSIONとソロ・リミックス、カバー曲1曲を収録したシングル。
収録曲
1. Isosceles（M@STER VERSION）
歌：小日向美穂（津田美波）、藤原肇（鈴木みのり）
作詞：YASUHIRO（康寛）、作曲：Powerless、YASUHIRO（康寛）、編曲：Powerless
  - ゲーム中のユニット名は「フェアリーテイル＊マイテイル」

2. DNA狂詩曲
歌：佐久間まゆ（牧野由依）、桐生つかさ（河瀬茉希）
作詞：前田たかひろ、作曲：大隅知宇、カバーアレンジ：石垣遼真
オリジナルアーティスト：ももいろクローバーZ
3. Isosceles（M@STER VERSION）オリジナル・カラオケ
4. Isosceles（M@STER VERSION）小日向美穂ソロ・リミックス
歌：小日向美穂（津田美波）
5. Isosceles（M@STER VERSION）藤原肇ソロ・リミックス
歌：藤原肇（鈴木みのり）
6. Isosceles（GAME VERSION）
歌：小日向美穂（津田美波）、藤原肇（鈴木みのり）

## 07 N.O.R. 〜Notes of Revolution〜 革命についての覚書
2023年9月6日発売。同年2月18日にゲーム内で配信された新曲「N.O.R. 〜Notes of Revolution〜 革命についての覚書」のM@STER VERSIONとソロ・リミックス、ソロ新曲1曲を収録したシングル。
収録曲
1. N.O.R. 〜Notes of Revolution〜 革命についての覚書（M@STER VERSION）
歌：脇山珠美（嘉山未紗）・星輝子（松田颯水）・小関麗奈（長野佑紀）
作詞・作曲・編曲：TAKT（TRYTONELABO）
  - ゲーム中のユニット名は「SOUL LEATHERS」(ソウルレザーズ)

2. WET
歌：星輝子（松田颯水）
作詞：只野菜摘、作曲：帆足圭吾（MONACA）・永谷喬夫、編曲：永谷喬夫
3. N.O.R. 〜Notes of Revolution〜 革命についての覚書（M@STER VERSION） オリジナル・カラオケ
4. WET オリジナル・カラオケ
5. N.O.R. 〜Notes of Revolution〜 革命についての覚書（M@STER VERSION）脇山珠美ソロ・リミックス
歌：脇山珠美（嘉山未紗）
6. N.O.R. 〜Notes of Revolution〜 革命についての覚書（M@STER VERSION）星輝子ソロ・リミックス
歌：星輝子（松田颯水）
7. N.O.R. ～Notes of Revolution〜 革命についての覚書（M@STER VERSION）小関麗奈ソロ・リミックス
歌：小関麗奈（長野佑紀）
8. N.O.R. 〜Notes of Revolution〜 革命についての覚書（GAME VERSION）
歌：脇山珠美（嘉山未紗）・星輝子（松田颯水）・小関麗奈（長野佑紀）

## 08 ミライコンパス
2023年9月13日発売。同年3月21日にゲーム内で配信された新曲「ミライコンパス」のM@STER VERSIONとソロ・リミックス、ソロ新曲1曲を収録したシングル。望月聖はこのCDがシリーズ初参加。
収録曲
1. ミライコンパス（M@STER VERSION）
歌：望月聖（原涼子）、佐久間まゆ（牧野由依）、緒方智絵里（大空直美）、依田芳乃（高田憂希）、高森藍子（金子有希）
作詞・作曲・編曲：トミタカズキ (SUPA LOVE)
  - ゲーム中のユニット名は「エフェメラ」

2. なみだのくに
歌：森久保乃々（高橋花林）
作詞・作曲・編曲：烏屋茶房
3. ミライコンパス（M@STER VERSION） オリジナル・カラオケ
4. なみだのくに オリジナル・カラオケ
5. ミライコンパス（M@STER VERSION）望月聖ソロ・リミックス
歌：望月聖（原涼子）
6. ミライコンパス（M@STER VERSION）佐久間まゆソロ・リミックス
歌：佐久間まゆ（牧野由依）
7. ミライコンパス（M@STER VERSION）緒方智絵里ソロ・リミックス
歌：緒方智絵里（大空直美）
8. ミライコンパス（M@STER VERSION）依田芳乃ソロ・リミックス
歌：依田芳乃（高田憂希）
9. ミライコンパス（M@STER VERSION）高森藍子ソロ・リミックス
歌：高森藍子（金子有希）
10. ミライコンパス（GAME VERSION）
歌：望月聖（原涼子）、佐久間まゆ（牧野由依）、緒方智絵里（大空直美）、依田芳乃（高田憂希）、高森藍子（金子有希）

## 09 さやけき花の生命に
2023年9月20日発売。同年4月2日にゲーム内で配信された新曲「さやけき花の生命に」のM@STER VERSIONとソロ・リミックス、ソロ新曲1曲を収録したシングル。
収録曲
1. さやけき花の生命(いのち)に（M@STER VERSION）
歌：西園寺琴歌（安齋由香里）、相葉夕美（木村珠莉）
作詞：八城雄太、作曲・編曲：滝澤俊輔 (TRYTONELABO)
  - ゲーム中のユニット名は「フィオレンティナ」

2. Little More
歌：三船美優（原田彩楓）
作詞：渡部紫緒、作曲・編曲：ESTi
3. さやけき花の生命に（M@STER VERSION） オリジナル・カラオケ
4. Little More オリジナル・カラオケ
5. さやけき花の生命に（M@STER VERSION）西園寺琴歌ソロ・リミックス
歌：西園寺琴歌（安齋由香里）
6. さやけき花の生命に（M@STER VERSION）相葉夕美ソロ・リミックス
歌：相葉夕美（木村珠莉）
7. さやけき花の生命に（GAME VERSION）
歌：西園寺琴歌（安齋由香里）、相葉夕美（木村珠莉）

## 10 全開！ミラクルアドベンチャー！
2023年10月4日発売。同年4月30日にゲーム内で配信された新曲「全開！ミラクルアドベンチャー！」のM@STER VERSIONとソロ・リミックス、カバー曲1曲を収録したシングル。ソロ・リミックスは、歌唱者ごとに歌詞がアレンジされている。
収録曲
1. 全開！ミラクルアドベンチャー！（M@STER VERSION）
歌：浅利七海（井上ほの花）、安部菜々（三宅麻理恵）、前川みく（高森奈津美）
作詞・作曲・編曲：橘亮祐
  - ゲーム中のユニット名は「はぴのす」

2. 恋
歌：前川みく（高森奈津美）
作詞・作曲・オリジナルアーティスト：星野源、編曲：滝澤俊輔（TRYTONELABO）
3. 全開！ミラクルアドベンチャー！（M@STER VERSION）オリジナル・カラオケ
4. 全開！ミラクルアドベンチャー！（M@STER VERSION）浅利七海ソロ・リミックス
歌：浅利七海（井上ほの花）
5. 全開！ミラクルアドベンチャー！（M@STER VERSION）安部菜々ソロ・リミックス
歌：安部菜々（三宅麻理恵）
6. 全開！ミラクルアドベンチャー！（M@STER VERSION）前川みくソロ・リミックス
歌：前川みく（高森奈津美）
7. 全開！ミラクルアドベンチャー！（GAME VERSION）
歌：浅利七海（井上ほの花）、安部菜々（三宅麻理恵）、前川みく（高森奈津美）

## 11 悠久星涼
2023年11月1日発売。同年6月に開催されたライブイベント「燿城夜祭」のテーマ曲「悠久星涼（ゆうきゅうのほしすずし）」のM@STER VERSIONとソロ・リミックス、ソロ新曲1曲を収録したシングル。
収録曲
1. 悠久星涼（M@STER VERSION）
歌：椎名法子（都丸ちよ）、難波笑美（伊達朱里紗）、浜口あやめ（田澤茉純）、塩見周子（ルゥティン）、道明寺歌鈴（新田ひより）
作詞・作曲・編曲：baker
2. 読んで！甘辛Script
歌：三村かな子（大坪由佳）
作詞・作曲：俊龍、編曲：Sizuk
3. 悠久星涼（M@STER VERSION） オリジナル・カラオケ
4. 読んで！甘辛Script オリジナル・カラオケ
5. 悠久星涼（M@STER VERSION） 椎名法子ソロ・リミックス
歌：椎名法子（都丸ちよ）
6. 悠久星涼（M@STER VERSION） 難波笑美ソロ・リミックス
歌：難波笑美（伊達朱里紗）
7. 悠久星涼（M@STER VERSION） 浜口あやめソロ・リミックス
歌：浜口あやめ（田澤茉純）
8. 悠久星涼（M@STER VERSION） 塩見周子ソロ・リミックス
歌：塩見周子（ルゥティン）
9. 悠久星涼（M@STER VERSION） 道明寺歌鈴ソロ・リミックス
歌：道明寺歌鈴（新田ひより）
10. 悠久星涼（GAME VERSION）
歌：椎名法子（都丸ちよ）、難波笑美（伊達朱里紗）、浜口あやめ（田澤茉純）、塩見周子（ルゥティン）、道明寺歌鈴（新田ひより）

## 12 Night Time Wander
2023年11月15日発売。同年7月19日にゲーム内で配信された新曲「Night Time Wander」のM@STER VERSIONとソロ・リミックス、カバー曲1曲を収録したシングル。
収録曲
1. Night Time Wander（M@STER VERSION）
歌：桐生つかさ（河瀬茉希）、大槻唯（山下七海）、八神マキノ（二ノ宮ゆい）
作詞：烏屋茶房、作曲・編曲：篠崎あやと
  - ゲーム中のユニット名は「ルビーカウンテス」

2. Chai Maxx
歌：神谷奈緒（松井恵理子）、日野茜（赤﨑千夏）、小日向美穂（津田美波）
作詞：只野菜摘、作曲：横山克、カバーアレンジ：錦織孝宏
オリジナルアーティスト：ももいろクローバーZ
3. Night Time Wander（M@STER VERSION） オリジナル・カラオケ
4. Night Time Wander（M@STER VERSION） 桐生つかさソロ・リミックス
歌：桐生つかさ（河瀬茉希）
5. Night Time Wander（M@STER VERSION） 大槻唯ソロ・リミックス
歌：大槻唯（山下七海）
6. Night Time Wander（M@STER VERSION） 八神マキノソロ・リミックス
歌：八神マキノ（二ノ宮ゆい）
7. Night Time Wander（GAME VERSION）
歌：桐生つかさ（河瀬茉希）、大槻唯（山下七海）、八神マキノ（二ノ宮ゆい）

## 13 ノートの中のテラリウム
2023年12月13日発売。同年8月19日にゲーム内で配信された新曲「ノートの中のテラリウム」のM@STER VERSIONとソロ・リミックス、カバー曲1曲を収録したシングル。
収録曲
1. ノートの中のテラリウム（M@STER VERSION）
歌：久川凪（立花日菜）、森久保乃々（高橋花林）
作詞：烏屋茶房・八城雄太、作曲・編曲：seibin（ESTIMATE）
  - ゲーム中のユニット名は「なの・くらうん」

2. 走れ!
歌：久川颯（長江里加）、乙倉悠貴（中島由貴）
作詞：INFLABVA、作曲：Koji Oba、michitomo、カバーアレンジ：滝川龍聖
オリジナルアーティスト：ももいろクローバー
3. ノートの中のテラリウム（M@STER VERSION） オリジナル・カラオケ
4. ノートの中のテラリウム（M@STER VERSION） 久川凪ソロ・リミックス
歌：久川凪（立花日菜）
5. ノートの中のテラリウム（M@STER VERSION） 森久保乃々ソロ・リミックス
歌：森久保乃々（高橋花林）
6. ノートの中のテラリウム（GAME VERSION）
歌：久川凪（立花日菜）、森久保乃々（高橋花林）